# Artemón (hereje)
Artemón fue un hereje antitrinitario que a finales del siglo II o principios del siglo III explicaba en Roma una doctrina que le valió ser excomulgado por el papa Ceferino.
Según esta doctrina, el Mesías anunciado por los profetas, debía ser un hombre, sobrenaturalmente concebido por el Espíritu Santo y nacido de la Virgen María, dotado de una santidad perfecta y de un poder milagroso, pero que no era un dios, ni tampoco Dios mismo, pues admitir esto le parecía a Artemón que era caer de nuevo en el politeísmo.
Semejante doctrina tuvo bastante adeptos entre las clases más ilustradas.